# Petter Forsström
Petter Teodor Forsström, född 7 november 1877 i Finby, död 13 november 1967 i Lojo landskommun, var en finländsk industriman, även känd som "Kalk-Petter".

## Biografi
Petter Forsström, som var son till Karl Forsström, grundaren av kalkindustrin i Förby, var 1897–1962 verkställande direktör för Lojo Kalkverk Ab och utvecklade företaget från en ringa början till en storindustri, bland annat genom att också 1919 anlägga en cementfabrik i Virkby. Han var en patriarkalisk företagsledare av den gamla stammen som tog många initiativ i syfte att förbättra arbetarnas förhållanden, men ville i gengäld ha full kontroll över deras förehavanden. Han tilldelades bergsråds titel 1937.
Forsström fick vissa negativa erfarenheter av den radikala arbetarrörelsen och blev en av dess svurna motståndare. Han tillhörde Lapporörelsens ledarskikt och var även senare engagerad i olika högerradikala strävanden. Han dömdes 1947 till ett treårigt tukthusstraff (han avtjänade två år och fyra månader) för att efter vapenstilleståndet med Sovjetunionen hösten 1944 i sitt hem i Virkby ha härbärgerat en tysk spion som flytt från statspolisens häkte i Helsingfors. På hans initiativ grundades 1949 en yrkesskola för fångar (landets första) i Riihimäki centralfängelse.

## Trädgården

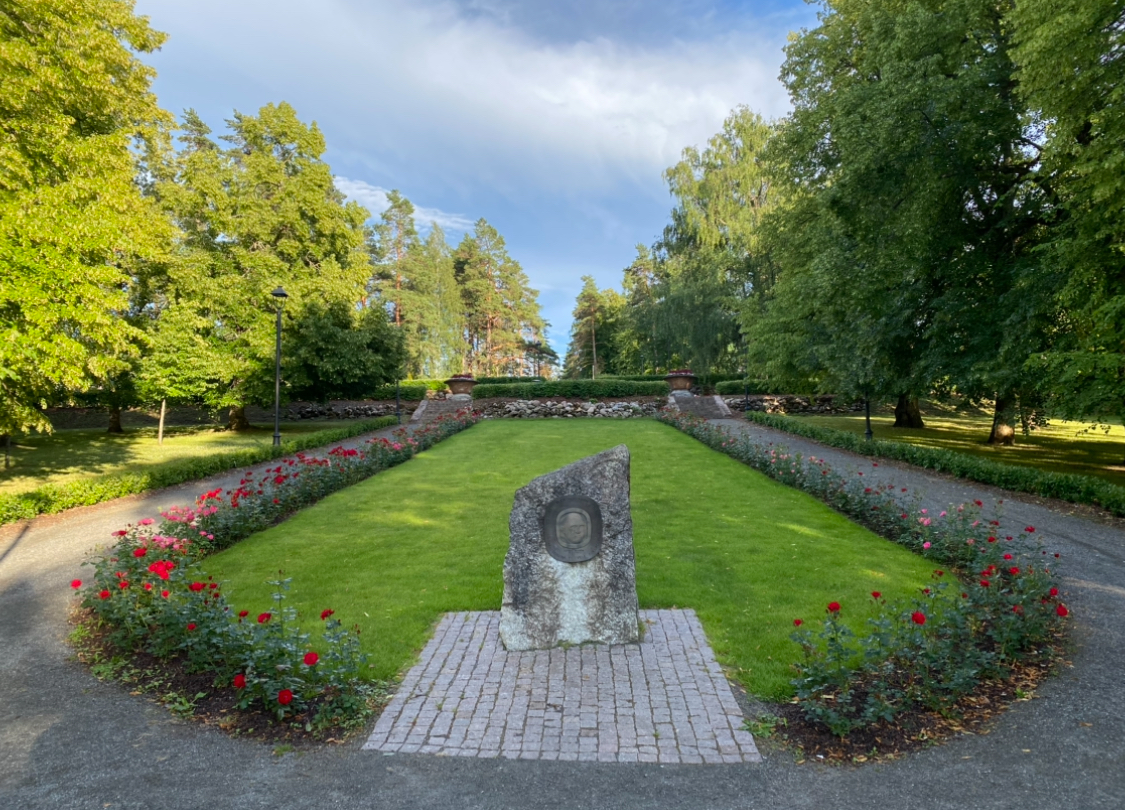
Petter Forsströms trädgård i Virkby.

Petter Forsströms trädgård är en formträdgård byggd på sluttande terräng runt bergsrådets herrgård i Virkby i Lojo. Trädgården har designats av landskapsarkitekt Paul Olsson år 1923. Själva herrgården revs 1977. Petter Forsströms trädgård restaurerades grundligt vid Lojo stads 700-årsfest år 2023.